# La Vilavella
la Vilavella (em valenciano e oficialmente) ou Villavieja (em castelhano) é um município da Espanha na província de Castelló, Comunidade Valenciana. Tem 6,2 km² de área e em 2021 tinha 3 111 habitantes (densidade: 501,8 hab./km²).

## Demografia
| Variação demográfica do município entre 1991 e 2004 | Variação demográfica do município entre 1991 e 2004 | Variação demográfica do município entre 1991 e 2004 | Variação demográfica do município entre 1991 e 2004 |
| --------------------------------------------------- | --------------------------------------------------- | --------------------------------------------------- | --------------------------------------------------- |
| 1991                                                | 1996                                                | 2001                                                | 2004                                                |
| 3456                                                | 3413                                                | 3363                                                | 3360                                                |